# Pressing - Prima serata
Pressing - Prima serata è stato un programma televisivo italiano di approfondimento calcistico e spin-off di Pressing, andato in onda in prima serata su Rete 4 il 22 e il 29 agosto 2021 con la conduzione di Massimo Callegari e Monica Bertini.

## Il programma
Il programma è nato come spin-off del programma Pressing. È andato in onda dallo studio 5 del Centro di produzione Mediaset di Cologno Monzese, ed è stato trasmesso dal 22 agosto 2021 in prima serata su Rete 4 con la conduzione di Massimo Callegari e Monica Bertini.
Per le prime due puntate della prima edizione (22 e 29 agosto 2021), il programma è andato in onda dalle 21:50 nella prima serata di Rete 4 con la conduzione di Massimo Callegari e Monica Bertini.

## Edizioni
| Edizione | Anno | Rete televisiva | Conduzione        | Conduzione     | Periodo        | Periodo        | Puntate | Studio                                                        |
| Edizione | Anno | Rete televisiva | Conduzione        | Conduzione     | Inizio         | Fine           | Puntate | Studio                                                        |
| -------- | ---- | --------------- | ----------------- | -------------- | -------------- | -------------- | ------- | ------------------------------------------------------------- |
| 1ª       | 2021 | Rete 4          | Massimo Callegari | Monica Bertini | 22 agosto 2021 | 29 agosto 2021 | 2       | Studio 5 del Centro di produzione Mediaset di Cologno Monzese |

## Puntate e ascolti

### Prima edizione (2021)
| Puntata | Messa in onda  | Ascolti        | Ascolti       | Ascolti        | Ascolti     | Ascolti        | Ascolti       | Ascolti |
| Puntata | Messa in onda  | Presentazione  | Presentazione | Prima parte    | Prima parte | Seconda parte  | Seconda parte | Fonte   |
| Puntata | Messa in onda  | Telespettatori | Share         | Telespettatori | Share       | Telespettatori | Share         | Fonte   |
| ------- | -------------- | -------------- | ------------- | -------------- | ----------- | -------------- | ------------- | ------- |
| 1       | 22 agosto 2021 | 494 000        | 2,40%         | 316 000        | 2,90%       | 316 000        | 2,90%         | [ 5 ]   |
| 2       | 29 agosto 2021 | 474 000        | 2,50%         | 538 000        | 3,10%       | 383 000        | 3,908%        | [ 6 ]   |

## Programmazione
| Edizione | Rete televisiva | Anno | Stagione | Orario      | Programmazione | Programmazione | Programmazione | Programmazione | Programmazione | Programmazione | Programmazione | Collocazione |
| Edizione | Rete televisiva | Anno | Stagione | Orario      | L              | M              | M              | G              | V              | S              | D              | Collocazione |
| -------- | --------------- | ---- | -------- | ----------- | -------------- | -------------- | -------------- | -------------- | -------------- | -------------- | -------------- | ------------ |
| 1ª       | Rete 4          | 2021 | estate   | 21:50-00:55 |                |                |                |                |                |                |                | Prima serata |

## Ospiti
Gli ospiti delle due puntate sono stati: Fabrizio Biasin, Massimo Mauro, Giampiero Mughini, Sandro Sabatini, Giuseppe Brindisi, Federica Fontana, Tommaso Labate, Mario Sconcerti, Filippo Tortu, Claudio Raimondi, Massimo Zampini, Giovanni Sallusti, Piero Chiambretti, Valentina Giacinti, Gianmarco Tamberi, Mario Giordano, Riccardo Trevisani, Salvatore Esposito, Franco Ordine, Alessio Tacchinardi, Riccardo Ferri e Graziano Cesari alla moviola.